# Адолф Хемпт
Адолф Хемпт (Нови Сад, 1874 — Нови Сад, 1943) био је лекар и оснивач Пастеровог завода у Новом Саду. Он је стабилизовао Пастерову вакцину против беснила, тако да је она могла да буде дистрибуирана и до удаљених места. Његова метод за производњу вакцине је примењивана у свим Централноевропским земаљама. Већина земаља Европе прихватила је Хемптову вакцину и више деценија је производила за вакцинацију људи и за животиња против беснила. „Данас можемо рећи да је Пастерову вакцину наследила Хемптова, као најбоља све до развоја модерних вакцина са културе ткива„... на Симпозијуму поводом 80 година Пастеровог завода у Новом Саду 2001, др Имре Лонтаи изнео је податак да ко год је у Мађарској примио Хемптову вакцину, није оболео од беснила.
Вакцина против беснила по Хемптовој методи произвођена је у Европи до 1989, а и данас се производи у неким земљама и у Јужној Америци, али под другим именом.

## Живот и каријера
Хемпт је рођен 21. септембра 1874. у Новом Саду (тада под Аустроугарском), (у Рузмаринској улици, данас улица Лазе Телечког у центру града), као син од белгијског протестантског мисионара. Када је Аустроугарска монархија спроводила колонизацију територије Српског војводства углавном немачким живљем, дошао је у ове крајеве Адолф Хемпт, отац др Адолфа Хемпта, као мисионар, реформаторски свештеник и књижар. Првобитно презиме породице, Де Хемптин (фр. De Hemptinne), Адолф је скратио и ”понемчио” у Хемпт. Хемптова мајка Катарина Тевели (мађ. Tewely), родом је из Будимпеште.
„Хемптова породица пореклом је са територије данашње Белгије, из места Хемптин крај Лијежа, са француског говорног подручја. На путу од Лијежа ка Намиру налази се мало насеље Хемптин, одакле је бројна стара грофовска породица Де Хемптин (фр. De Hemptinne), која има и свој грб. У овој породици било је много познатих чланова, индустријалаца, лекара, професора, свештеника, војника од којих су за Белгију више њих дали живот у Првом и Другом светском рату. Један од истакнутих чланова ове породице био је епископ Жан Феликс де Хемптин (фр. Jean Félix de Hemptinne 1876-1958), мисионар и оснивач хришћанске цркве у Лубумбашију, у Заиру, а други, такође мисионар Леон де Хемптин, умро је у Кини 1920. године, у 38. години живота.”
Након Хемптовог рођења, стицајем околности његова породица је изгубила кућу и преселила се у Сарајево где се Хемптов отац и даље бавио мисионарским радом, мајка је била бабица. Млади Адолф је у Сарајеву завршио школовање до матуре. Како је породица била недовољно богата да га издржава, на даље школовање и студије медицине, Хемпт је отишао као војни питомац. Диплому лекара Хемпт је стакао у 24 години на Универзитету у Грацу 1898.
Једно време је Хемпт радио у војсци као војни болничар, прво у гарнизонској болници у Бечу од 15. јуна 1898. а већ од 1. октобра исте године и као војни лекар. У болници у Бечу остао је до јесени 1901. Затим је Хемпт радио у коњичкој регименти у гарнизону Грос Енцерсдорф код Беча, где се и оженио Маријом Винклер 14. марта 1903.. Са супругом Маријом Хемпт је имао осморо деце, пет синова и три кћери. Према речима аутора монографије о др Хемпту, Душана Лалошевић; „његова једна ћерка живи у Новом Саду у њиховој породичној кући, једна је у Америци била учитељица, док је најмлађа у Немачкој. Један Хемптов син је завршио медицину, један теологију у Стразбуру, а један је био хемичар, чувен по открићу шумећег аспирина... овај Хемптов син је шумећи аспирин изумео радећи у Суботици још пре Другог светског рата, када је емигрирао у Шпанију.„
Након што се демобилисао 1905. Хемпт је неко време радио у Босни у Лукавцу као општински лекар. Током 1921. вратио се у Нови Сад на позив министра здравства Србије „Андрије Штампаре”. Министарство му је обезбедило стан у којем је био кратко време. Наредне године, када су поред нове зграде Пастеровог завода монтиране дрвене куће у низу за смештај особља, у једну од вих, најближој Заводу, уселио се Хемпт са целом својом породицом. Ова дрвена кућа, позната и као „Декер барака”, у инвентарској књизи Пастеровог завода уписна је као „Хемптова кућа.”
У Новом Саду Хемпт је основао Пастеров завод и постао његов први директор. Завод је био намењен за производњу Пастерове вакцине против беснила, и превентивно медицинску заштиту становништва од беснила.
Када је окончао радни век и отишао у заслужену пензију, 1935. године, др А. Хемпт се иселио из Хемптове бараке и једно краће време живео у малој кући у Теслиној улици, затим у кући преко пута војне касарне у Футошкој улици (на месту где се сада налази бензинска станица). Коначно се удомио у новој кући у улици која данас носи његово име, на броју 8. Ову кућу Хемпт је изградио 1939. године, делом и од хонорара од компаније Беринг из Марбурга на Лани, где је био више месеци ангажован ради увођења у производвње своје вакцине у Немаакој. Његов хонорар био је 60.000 Рајхсмарака, тако да је са новцем од продаје куће у Футошкој улици, успео је да подигне нову врло лепу кућу пред сам Други светски рат.
Адолф Хемпт био религиозан, члан реформаторске цркве – калвиниста, и увек је држао на столу једно антикварно холандско издање Библије (инкунабула) коју је много волео. Био је врло начитан, а посебно је скупљао медицинске књиге, неке и врло ретке старе, које је поклонио библиотеци Пастеровог завод.
Априлски рат и слом Краљевине Југославије затекли су др Хемпта са породицом на Брачу. Тамо је добио телеграм да се хитно јави у Нови Сад и преузме управу Хигијенског завода, од 1. маја 1941. године. Са породицом се вратио, скелом преко Дунава, у Нови Сад јер су мостови већ били порушени, и наставио стручни и научни рад на вакцини против беснила, све до смрти, 20. јула 1943. године, у 69 години живота.
Након завршетка Другог светског рата део призењља приватне Хемптове куће је одузет и у њега су усељени станари, а Хемптова породица је задржала спрат. Тек 1994. године госпођа Дагмар, ћерка др А. Хемпт, успела је да од државе откупи мансарду породичне куће, док приземље и дан данас још није враћено наследницима.
Сахрањен је на реформаторском гробљу у Новом Саду.

## Дело
Још пре Првог светског рата Хемпт је хтео да у Сарајеву оснује Пастеров завод. Међутим, у томе није успео и зато је радо прихватио позив Србије да у Новом Саду настави свој рад и реализује своју дугогодишњу идеју о оснивању Патеровог завода.

Након доласка у Нови Сад Хемпт је 9. децембра 1921. постављен на место одговорног референта јавно-здравственог одељења Министарства здравља за Банат, Бачку и Барању, а 24. новембра 1922. за управника Пастеровог завода у Новом Саду.

„Од зидања зграда новог завода до развоја нове вакцине против беснила која му је донела светску славу, те до развоја велико Хигијенског завода у Новом Саду коме је био први директор, др Хемпт је преко десет година изузетно напорно радио, не штедећи ни своје здравље.”
Увиђајући колико су дотадашње процедуре производње вакцине против беснила биле компликоване, дуготрајне и недовољно стандардизоване, др Хемпт је изради своју модификацију Пастерове вакцине. Комбинујући најбоље процедуре публиковане до тада у свету Др Хемпт је 1925. објавио своју модификацију вакцине против беснила која је прихваћена на медицинскиој конференцији у Паризу 1927. Након усвајања Хемптове модификације вакцине су произвођене на основу његове технологије широм Европе.
Пастеров завод у Новом Саду је 1928. преузео функције свих осталих заода у Караљевини Југославији, захваљујући новој вакцини против беснила др Хемпта. Он је произвео мртву вакцину од нервног ткива инфицираних кунића, а касније јагањаца, третираног етром и фенолом, поставио електричне уређаје за млевење мозгова за вакцину, штампање етикета на стакленим ампулама, пуњење ампула, и за затаљивање ампула, тако да је у Новом Саду развио индустријску производњу вакцине за целу Краљевину Југославију, а касније и за извоз.
Хемптову вакцину прихватиле су многе европске државе, Немачка, Аустрија, Чехословачка, Мађарска, Румунија и Бугарска. Производња Хемптове вакцине у Новом Саду трајала је до 1983, а на пример у Мађарској до 1989.

## Признања
- Његово гробно место на реформаторском гробљу у Новом Саду је под заштитом државе.[6]
- На згради Пастеровог завода у Новом Саду 1997. постављена је Хемптова спомен-плоча, заједно са спомен плочом његовог ученика др Милана Николића.
- Улица у Новом Саду у којој је 1936. Хемпт изградио своју породичну кућу, која се налази недалеко од Пастеровог завода, 2002. добила је име „Др Хемпта”,
- Завод за заштиту споменика града Новог Сада прогласио је Пастеров завод спомеником културе 1997, а ову одлуку је потврдила Влада Републике Србије 2001... „У Одлуци о проглашењу, објављеној у „Службеном гласнику” (48/2001, pp. 2) спомиње се др Адолф Хемпт као велики научник и аутор нове методе примене антирабичне вакцине.”
- Одликован је Орденом Светог Саве